# Jeruzalémská vlajka

Jeruzalémská vlajka
Poměr stran: 8:11

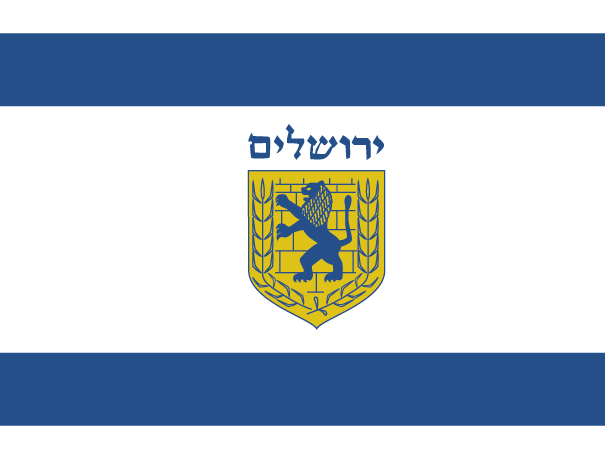
Varianta Jeruzalémské vlajky
Poměr stran: 8:11

Vlajka Jeruzaléma, hlavního města státu Izrael, je založena na vzhledu izraelské vlajky. Tvoří ji dva modré pruhy podél horního i dolního okraje bílého listu (v poměru šířek pruhů 3:5:16:5:3), připomínající židovský modlitební šál talit. Uprostřed bílého pruhu je znak Jeruzaléma, který tvoří štít s Judovým lvem (symbol kmene Juda) na pozadí připomínající Západní zeď. Kolem lva jsou po obou stranách olivové ratolesti. Nad štítem je nápis ירושלים (česky Jerušalajim tj. Jeruzalém. Není jasné, jaký odstín modré je správný i to, zda byla vlajka oficiálně přijata.
Při slavnostních událostech je někdy užívána i vertikální podoba vlajky s větším poměrem stran.
Vlajka byla vybrána v roce 1949 z veřejné soutěže pořádané jeruzalémskou radnicí v západním Jeruzalémě. Po šestidenní válce se stala vlajkou sjednoceného Jeruzaléma.[zdroj?]